# Деление мира в исламе
Деле́ние ми́ра в исламе — идея географического разделения по религиозному признаку. Традиционно исламские богословы подразделяют страны мира на дар аль-ислам (территория ислама), дар аль-куфр (территория неверия), а также на дар аль-харб (территория войны), дар ас-сульх (территория мирного договора) или дар аль-худна (территория перемирия) и дар аль-хийад (нейтральная территория).
Данное деление не упоминается ни в Коране, ни в хадисах пророка Мухаммеда, которые считаются основными источниками исламской юриспруденции. Впервые такое деление было предложено основателем ханафитской правовой школы (мазхаба) имамом Абу Ханифа. Впоследствии данная концепция была доработана средневековым авторитетным салафитским учёным Ибн Таймия (1263—1328), на период жизни которого пришлись монгольские завоевания Ближнего Востока. Все территории, находившиеся за пределами исламских государств, относились к дар аль-куфр. Некоторые современные богословы критикуют такой тип географического разделения.

## Территория ислама

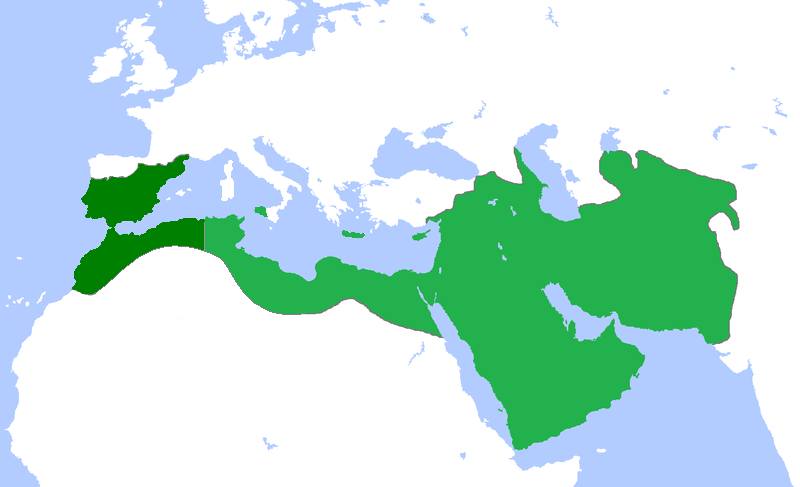
Территория Аббасидского халифата и Кордовского эмирата

Территория ислама имеет несколько названий:
- Дар аль-ислам (араб. دار الإسلام‎) — «территория ислама»
- Дар ат-таухид (араб. دار التوحيد‎) — «территория единобожия»
- Дар ас-салям (араб. دار السلام‎) — «территория мира»
- Дар аль-амн (араб. دار الأمن‎) — «территория безопасности»

Дар аль-ислам — мусульманский мир, традиционное мусульманское обозначение земель, жители которой являются мусульманами и где действует шариат. Дар аль-ислам включает в себя все страны с исламской системой правления, в которых соблюдаются исламские законы. Немусульманское меньшинство (зимми) в этих странах может пользоваться лишь ограниченными правами. В первые века истории ислама границы дар аль-ислам включали в себя только территорию Арабского халифата, но позднее к ней стали причислять все мусульманские страны. Некоторые исламские правоведы (факихи) под дар аль-ислам подразумевают все страны, где большинство населения составляют мусульмане и где исламские законы соблюдаются в той или иной степени. Они же считают, что наличие исламского правления в этих странах не обязательно.

«Исламская земля — это название местности, которая принадлежит мусульманам, а признаком этому (что земля принадлежит мусульманам) является то, что они находятся на ней в безопасности!»— Имам ас-Сархаси («Шарх ас-Сияр» 3/81.)
Приведённые ниже определения более характерны для ранней истории ислама, когда существовало единственное исламское государство — Арабский халифат.

### Территория призыва
Дар ад-дава (араб. دار الدعوة‎ —  территория призыва‎) — земли, на которых недавно были введены исламские законы. Территория призыва не может относиться к территории ислама, так как большинство населения не является мусульманами. Во времена пророка Мухаммеда территорией призыва можно было назвать территорию Аравийского полуострова, на котором пророк Мухаммед вёл свою проповедь ислама. Современные исламские богословы предлагают использовать данный термин для обозначения всех стран, в которых у мусульман есть возможность доносить свою религию до немусульман.

## Нейтральная территория
Дар аль-хийад (араб. دار الحياد‎ —  нейтральная территория‎) — это неисламские страны, которые исламскими странами официально признаны нейтральными.

### Территория договора
Дар ас-сульх (араб. دار الصلح‎ —  территория перемирия‎), или дар аль-ахд (араб. دار العهد‎ —  территория договора‎) — земля мирного договора, которая согласно традиционным представлениям мусульман, является промежуточной категорией между дар аль-ислам и дар аль-харб, где при существовании политической власти немусульман мусульмане находятся под защитой и пользуются религиозной свободой, живут по своему религиозному закону, где власти мусульманских стран имеют определённые политические права, определяемые специальными договорами.

### Территория перемирия
Дар аль-худна (араб. دار الهدنة‎ —  территория перемирия‎) — земли, на которых установлено перемирие между исламской и неисламской странами. Исламские страны заключают с различными государствами мирные договоры, за которыми следуют локальные соглашения по определённым вопросам. При этом, если договаривающиеся стороны являются странами, население которых придерживается одной из монотеистических религий (христианства, иудаизма), то эти страны относят к дар ас-сульх, в противном случае такие страны относят к категории дар аль-худна. Страны категорий дар ас-сульх и дар ал-худна должны иметь договорённости с исламской страной о добрососедстве.

## Территория неверия
Дар аль-куфр (араб. دار الكفر‎ —  территория неверия‎) — страна, жители которой являются немусульманами.

### Территория войны
Дар аль-харб (араб. دار الحرب‎ —  территория войны‎) — земли, где ислам не господствует, где не действует в качестве главного мусульманский религиозный закон, где мусульмане подвергаются притеснениям и где ислам ещё не распространился — всё, что не входит в дар аль-ислам.
По определению исламских правоведов дар аль-харб включает в себя страны, где большинство населения — немусульмане (кафиры), ведущие по отношению к исламским странам агрессивную и враждебную политику. Страны, относящиеся к категории дар аль-харб, находятся в состоянии войны с исламскими государствами.
В период правления халифов некоторые правоведы причисляли к дар аль-харб все немусульманские страны. При этом они подчёркивали недопустимость поддержания взаимоотношений с подобными странами, не подразумевая враждебного отношения к ним.

## Критика
Эмиратский богослов Саид Хариб указывает на неприемлемость подобного разделения мира ввиду его исторической обусловленности и изначального непризнания определёнными улемами.